# Fene
Fene ist eine spanische Gemeinde in der Autonomen Gemeinschaft Galicien. Fene ist auch eine Stadt und eine Parroquia sowie der Verwaltungssitz der gleichnamigen Gemeinde. Die 12.530 Einwohner (Stand: 2024), leben auf einer Fläche von 26,31 km², 44 km von der Provinzhauptstadt A Coruña entfernt.

## Bevölkerungsentwicklung der Gemeinde
Quelle: INE-Archiv – grafische Aufarbeitung für Wikipedia

## Gemeindegliederung
Die Gemeinde Fene ist in acht Parroquias gegliedert:
| Parroquias   | Patrozinium   | Einwohner 2024 | Fläche km² | Dichte Einw./km² | Höhe msnm | Ortskennzahl |
| ------------ | ------------- | -------------- | ---------- | ---------------- | --------- | ------------ |
| Barallobre   | Santiago      | 1.505          | 4,27       | 352              | 99        | 15035010000  |
| Fene         | San Salvador  | 3.484          | 1,60       | 2.178            | 30        | 15035020000  |
| Limodre      | Santa Eulalia | 445            | 2,19       | 203              | 150       | 15035030000  |
| Magalofes    | San Xurxo     | 335            | 3,75       | 89               | 200       | 15035040000  |
| Maniños      | San Salvador  | 1.298          | 3,34       | 389              | 57        | 15035050000  |
| Perlío       | Santo Estevo  | 3.194          | 2,02       | 1.581            | 21        | 15035060000  |
| San Valentín | San Valentín  | 1.220          | 0,11       | 11.091           | 4         | 15035070000  |
| Sillobre     | Santa Mariña  | 1.080          | 9,74       | 111              | 121       | 15035080000  |

## Wirtschaft
| Ackerbau, Viehzucht und Fischerei                                                  | 083   | 01,87  |
| Industrie                                                                          | 0769  | 017,30 |
| Bauwirtschaft                                                                      | 0380  | 08,55  |
| Dienstleistungsbetriebe                                                            | 3.212 | 072,28 |
| Total                                                                              | 4.444 | 100,00 |
| * Daten aus dem Statistischen Amt für Wirtschaftliche Entwicklung in Galicien, IGE |       |        |

## Sehenswürdigkeiten
- Pfarrkirchen der Parroquias bieten einen Einblick in die religiöse Architektur der Region
- Rathaus von 1975, des spanischen Architekten Alberto Campo Baeza
- Mittelalterliche Brücke  über den Rio Belelle